# Henri de Rothschild
Henri James Nathaniel Charles Rothschild (Pariz, Francuska, 26. srpnja 1872. – Lausanne, Švicarska, 12. listopada 1947.), francuski dramski pisac, barun iz britanske loze bogate bankarske obitelji Rothschilda, koja se preselila u Francusku.
Rodio se kao starije od dvoje djece u obitelji baruna Jamesa Edouarda de Rothschilda (1844. – 1881.) i Laure Thérèse von Rothschild (1847. – 1931.). Njegov djed Nathaniel de Rothschild bio je britanski državljanin i osnivač vinarske obitelji Rothschilda u Francuskoj. Poslije očeve smrti 1881. godine, o njemu i njegovoj sestri Jeanne Sophie de Rothschild (1874. – 1929.) brinula se njihova majka.
Dana 22. svibnja 1895. godine oženio je Mathildu Sophiju Henriette von Weissweiller (1872. – 1926.), s kojom je imao troje djece:
- James-Henri de Rothschild (1896. – 1984.)
- Nadine de Rothschild (1898-1958)
- Philippe de Rothschild (1902. – 1988.)

Poslije su živjeli prilično odvojenim životima. Supruga mu je umrla 1926. godine i poslije se nije više ženio.
Godine 1929. osnovao je Theatre Pigalle u Parizu, zajedno sa sinom Philippeom. Zanimao se za umjetnost te je pisao drame. Bio je zaposlen u Sjevernoj željeznici kao direktor, a imao je i manje dužnosti u obiteljskoj banci. Za vrijeme Drugog svjetskog rata boravio je u Lisabonu.